# Fausto Desalu
Eseosa Fostine Desalu, detto Fausto (Casalmaggiore, 19 febbraio 1994), è un velocista nigeriano naturalizzato italiano, campione olimpico della staffetta 4×100 metri ai Giochi di Tokyo 2020.
Detiene, insieme a Lorenzo Patta, Marcell Jacobs e Filippo Tortu, il record nazionale maschile della staffetta 4×100 m con il tempo di 37"50, stabilito ai Giochi olimpici di Tokyo 2020. Con il tempo di 20"08 detiene inoltre la seconda prestazione italiana di sempre nei 200 metri piani, alle spalle di Pietro Mennea.

## Biografia
Fino ai 17 anni Fausto Desalu ha vissuto a Breda Cisoni (frazione del comune di Sabbioneta, in provincia di Mantova). Di origine nigeriana, ha acquisito la cittadinanza italiana il 21 febbraio 2012.
Nel 2011 stabilisce la miglior prestazione italiana allievi sui 60 m ostacoli indoor ad Ancona durante i campionati italiani di categoria. Il 17 luglio dello stesso anno, ad Aosta, realizza il primato italiano allievi dei 200 m ostacoli con il tempo di 24"46 e un vento contrario di -3,1 m/s.
Nel marzo 2012 partecipa alla sua prima nazionale nel triangolare Italia, Francia, Germania dove correrà i 200 metri indoor e giungerà 4º con 21"81. A luglio ai Mondiali juniores a Barcellona nei 200 m viene squalificato per invasione di corsia dopo aver passato il turno in batteria. L'anno successivo si piazza 5º nella gara nei 200 m piani e vince il bronzo nella staffetta 4×100 metri ai Campionati europei juniores di Rieti.
Il 15 giugno 2014 ottiene la medaglia d'argento ai campionati del Mediterraneo under 23 con il tempo di 20"78, dopo aver corso in batteria in 20"67 con +2,1 m/s. Il 14 agosto realizza il primato personale sui 200 m piani con 20"55 in occasione dei campionati europei a Zurigo. Il 7 settembre corre i 300 m durante il meeting di Rieti, fermando il cronometro a 32"28, terza migliore prestazione italiana di sempre. 
Nel maggio 2015 partecipa alla seconda edizione delle World Relays a Nassau; da lì in avanti sarà fermato da una pubalgia che gli comprometterà l'intera stagione, compresi gli Europei under 23 e i Mondiali a Pechino. Ad ottobre partecipa ai Giochi mondiali militari a Mungyeong, in Corea del Sud. Il 7 ottobre vince la sua batteria in 21"10 realizzando il terzo tempo complessivo. Un paio di ore più tardi vince la semifinale in un buon 20"71 (-0,7 m/s), seconda prestazione di carriera. Il giorno seguente vince la finale con 20"64 (+1,7 m/s). Diventa così il primo italiano ad aver vinto l'oro nei 200 metri in questa competizione.
Apre il 2016 correndo un 400 m a Modena e fermando il cronometro a 46"87. In giugno vince a Rieti il titolo nazionale assoluto sui 200 metri correndo in 20"31, che ne fa il terzo specialista italiano di ogni tempo dietro Pietro Mennea e Andrew Howe. Ai campionati europei di Amsterdam beneficia dell'accesso diretto alla semifinale perché detentore di una delle 12 migliori prestazioni in Europa. Nella semifinale arriva quarto con il tempo di 20"94 e viene eliminato; il 10 luglio non partecipa alla 4×100 m per infortunio. 
Il 16 agosto ha rappresentato l'Italia ai Giochi olimpici estivi di Rio de Janeiro 2016, gareggiando nella batteria di qualificazione dei 200 m piani, dove in prima corsia paga una partenza troppo forte e viene rimontato proprio sul finale, concludendo quinto con il tempo di 20"65, risultato non sufficiente per accedere alle semifinali.
Nel 2017 un infortunio, che non gli permetterà la qualificazione per i mondiali di Londra, compromette la stagione. Desalu riesce comunque a vincere il titolo italiano dei 200 m piani a Trieste con 20"32 e il vento a favore di 2,2 m/s che non rende il tempo omologabile.

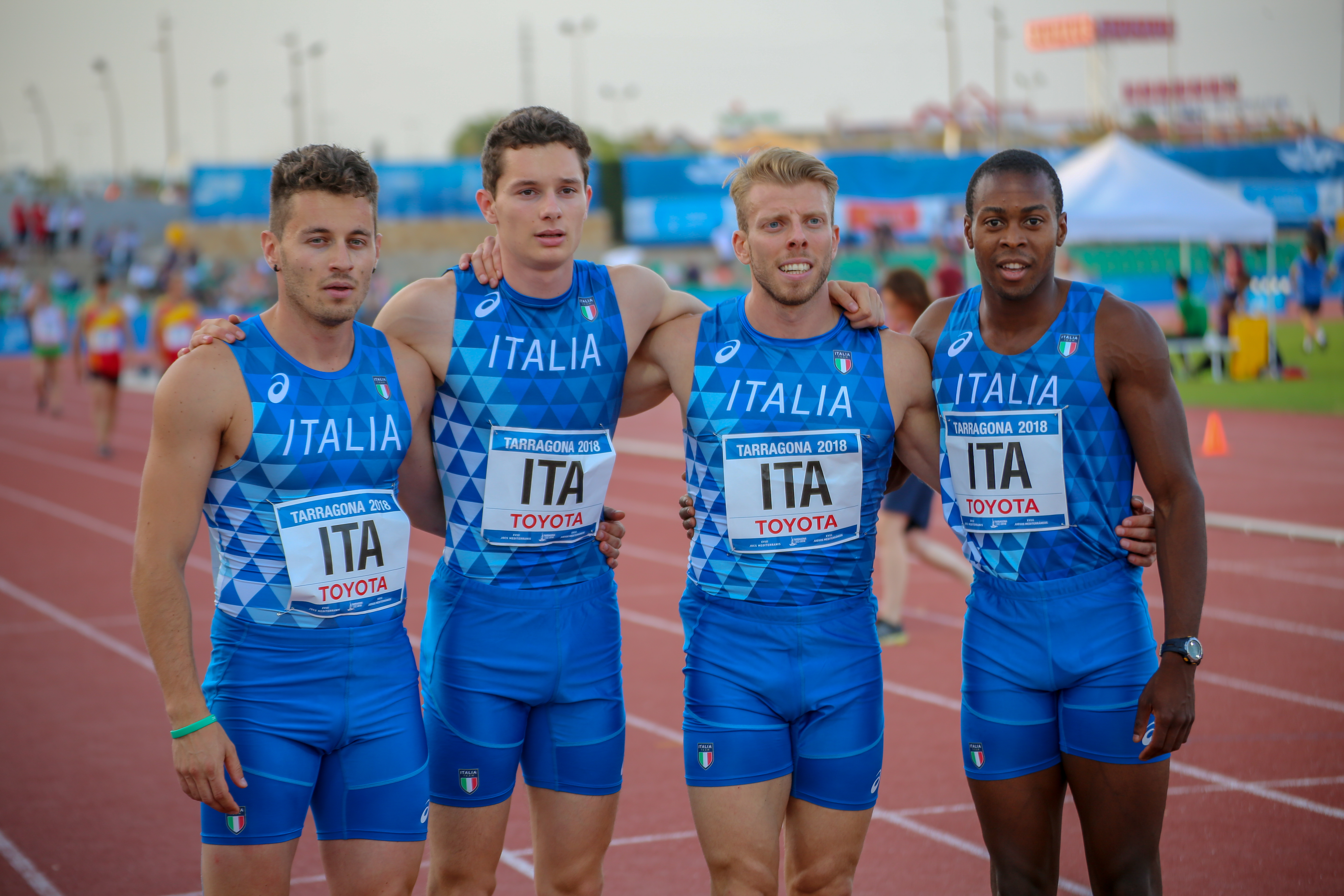
Desalu ai Giochi del Mediterraneo 2018 con i compagni della staffetta 4×100 m.

Il 28 giugno 2018 ai XVIII Giochi del Mediterraneo corre in ottava corsia la batteria dei 200 m piani in 20"25 con 2,6 m/s di vento a favore (solo Mennea corse più veloce in tutte le condizioni). Il giorno dopo vince l'argento in 20"77, preceduto solo dal campione mondiale Ramil Guliyev. Ai campionati europei di Berlino arriva finalmente la consacrazione di Fausto: l'8 agosto, non essendo tra i primi 12 atleti europei, deve correre la batteria che poi vincerà in 20"39, rallentando vistosamente gli ultimi metri. La sera stessa disputa la semifinale, giungendo secondo in 20"35 dietro alla spagnolo Bruno Hortelano ma precedendo l'olandese Churandy Martina e il britannico Adam Gemili, campione europeo 2014. Nella finale l'atleta mantovano parte in settima corsia e dopo aver condotto un'ottima gara finisce sesto in 20"13, a pochi centesimi dal podio, diventando così il secondo atleta italiano di tutti i tempi nei 200 metri piani, dietro a Pietro Mennea.
Il 5 settembre 2020 vince con il tempo di 20"39 i 200 m piani del Memorial Van Damme, sesta tappa della Diamond League.

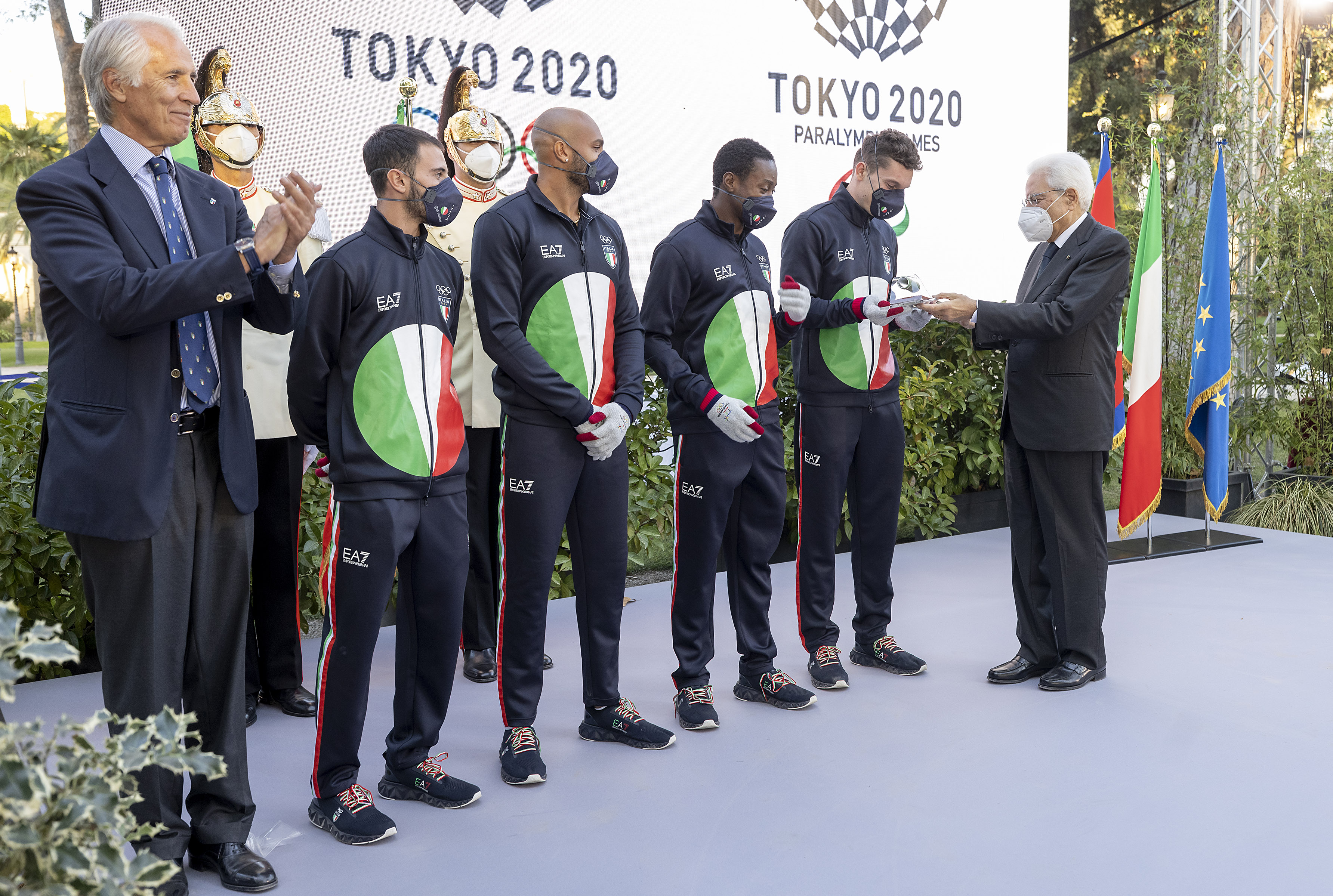
Lorenzo Patta, Marcell Jacobs, Fausto Desalu e Filippo Tortu donano al presidente della Repubblica Sergio Mattarella il testimone della vittoria olimpica.

Il 6 agosto 2021, a Tokyo, si laurea campione olimpico della staffetta 4×100 metri correndo la terza frazione e stabilendo inoltre il nuovo record italiano con il tempo di 37"50.
Il 30 aprile 2022 realizza a Milano il nuovo record dei 150 metri con un tempo di 15"07.
Ai mondiali di Eugene 2022 ha gareggiato nei 200 m (20"63) e nella staffetta 4×100 m, non andando oltre le batterie in entrambe le specialità. Agli europei di Monaco 2022 è stato eliminato in semifinale nei 200 m con un tempo di 20"48.
Ai mondiali di Budapest 2023 ha corso i 200 m in 20"49, senza superare il primo turno.
Agli europei di Roma 2024 si è classificato 5º nei 200 m.
Il 14 luglio 2024, durante un meeting a La Chaux-de-Fonds, in Svizzera, ha stabilito il suo primato personale nei 200 metri con il tempo di 20"08 (+0,8 m/s), diventando il secondo italiano più veloce di sempre sulla distanza dietro a Pietro Mennea (19"72).
Ha fatto la sua terza apparizione olimpica a Parigi 2024, dove ha raggiunto le semifinali dei 200 m con il tempo di 20"37. Nella staffetta 4×100 m ha gareggiato in semifinale con Matteo Melluzzo, Marcell Jacobs e Filippo Tortu, ottenendo la qualificazione. Non ha preso parte alla finale in cui l'Italia ha chiuso al 4º posto.
Ha preso parte ai World Athletics Relays di Canton 2025, dove la staffetta 4×100 m italiana si è classificata al quinto posto (38"20), ottenendo la qualificazione ai successivi Mondiali.
Il suo secondo posto nei 200 m ottenuto ai campionati europei a squadre di Madrid 2025 ha contribuito alla seconda vittoria consecutiva della competizione da parte della nazionale italiana.

## Record nazionali
Seniores
- Staffetta 4×100 metri: 37"50 ( Tokyo, 6 agosto 2021)  (Lorenzo Patta, Marcell Jacobs, Fausto Desalu, Filippo Tortu)

## Progressione

### 200 metri piani
| Stagione | Tempo | Luogo             | Data      | Rank. Mond. |
| -------- | ----- | ----------------- | --------- | ----------- |
| 2025     | 20"12 | Wetzlar           | 18-7-2025 |             |
| 2024     | 20"08 | La Chaux-de-Fonds | 14-7-2024 |             |
| 2023     | 20"49 | Budapest          | 23-8-2023 |             |
| 2022     | 20"46 | Monaco            | 18-8-2022 |             |
| 2021     | 20"29 | Tokyo             | 3-8-2021  | 41º         |
| 2020     | 20"35 | Székesfehérvár    | 19-8-2020 | 12º         |
| 2019     | 20"26 | Chaux-de-Fonds    | 30-6-2019 | 37º         |
| 2018     | 20"13 | Berlino           | 9-8-2018  | 24º         |
| 2017     | 20"64 | Ginevra           | 10-6-2017 |             |
| 2016     | 20"31 | Rieti             | 26-6-2016 | 50º         |
| 2015     | 20"64 | Mungyeong         | 8-10-2015 |             |
| 2014     | 20"55 | Zurigo            | 14-8-2014 |             |
| 2013     | 20"88 | Rieti             | 8-9-2013  |             |
| 2012     | 21"19 | Modena            | 19-6-2012 |             |
| 2011     | 21"51 | Rieti             | 2-10-2011 |             |
| 2010     | 22"21 | Casalmaggiore     | 9-6-2010  |             |

## Palmarès
| Anno | Manifestazione          | Sede           | Evento      | Risultato  | Prestazione | Note                                     |
| ---- | ----------------------- | -------------- | ----------- | ---------- | ----------- | ---------------------------------------- |
| 2012 | Mondiali U20            | Barcellona     | 200 m piani | Batteria   | dq          |                                          |
| 2012 | Mondiali U20            | Barcellona     | 4×100 m     | Batteria   | 40"41       | Miglior prestazione personale stagionale |
| 2013 | Europei U20             | Rieti          | 200 m piani | 5º         | 21"16       | [ 9 ]                                    |
| 2013 | Europei U20             | Rieti          | 4×100 m     | Bronzo     | 40"00       |                                          |
| 2014 | Mediterraneo U23        | Aubagne        | 200 m piani | Argento    | 20"78       | [ 10 ]                                   |
| 2014 | Mediterraneo U23        | Aubagne        | 4×100 m     | Oro        | 39"99       |                                          |
| 2014 | Europei                 | Zurigo         | 200 m piani | Semifinale | 20"73       | [ 11 ]                                   |
| 2014 | Europei                 | Zurigo         | 4×100 m     | Finale     | dnf         | [ 12 ]                                   |
| 2015 | World Relays            | Nassau         | 4×100 m     | 13º        | 39"23       | [ 13 ]                                   |
| 2015 | Mondiali militari       | Mungyeong      | 200 m piani | Oro        | 20"64       |                                          |
| 2016 | Europei                 | Amsterdam      | 200 m piani | Semifinale | 20"94       |                                          |
| 2016 | Giochi olimpici         | Rio de Janeiro | 200 m piani | Batteria   | 20"65       |                                          |
| 2017 | World Relays            | Nassau         | 4×100 m     | Batteria   | dq          |                                          |
| 2018 | Giochi del Mediterraneo | Tarragona      | 200 m piani | Argento    | 20"77       |                                          |
| 2018 | Giochi del Mediterraneo | Tarragona      | 4×100 m     | Oro        | 38"49       | Miglior prestazione personale stagionale |
| 2018 | Europei                 | Berlino        | 200 m piani | 6º         | 20"13       | Miglior prestazione personale            |
| 2018 | Europei                 | Berlino        | 4×100 m     | Batteria   | dq          |                                          |
| 2019 | World Relays            | Yokohama       | 4×100 m     | Finale     | dnf         | [ 14 ]                                   |
| 2019 | Mondiali                | Doha           | 200 m piani | Semifinale | 20"73       | [ 15 ]                                   |
| 2021 | World Relays            | Chorzów        | 4×100 m     | Oro        | 39"21       | [ 16 ] [ 17 ]                            |
| 2021 | Giochi olimpici         | Tokyo          | 200 m piani | Semifinale | 20"43       | [ 18 ]                                   |
| 2021 | Giochi olimpici         | Tokyo          | 4×100 m     | Oro        | 37"50       | Miglior prestazione mondiale stagionale  |
| 2022 | Mondiali                | Eugene         | 200 m piani | Batteria   | 20"63       |                                          |
| 2022 | Mondiali                | Eugene         | 4×100 m     | Batteria   | 38"74       | Miglior prestazione personale stagionale |
| 2022 | Europei                 | Monaco         | 200 m piani | Semifinale | 20"48       | [ 19 ]                                   |
| 2023 | Giochi europei          | Chorzów        | A squadre   | Oro        | 426,5 p.    | [ 20 ]                                   |
| 2023 | Mondiali                | Budapest       | 200 m piani | Batteria   | 20"49       | Miglior prestazione personale stagionale |
| 2024 | Europei                 | Roma           | 200 m piani | 5º         | 20"59       | [ 21 ]                                   |
| 2024 | Giochi olimpici         | Parigi         | 200 m piani | Semifinale | 20"37       | [ 22 ]                                   |
| 2024 | Giochi olimpici         | Parigi         | 4×100 m     | 4º         | 37"68       |                                          |
| 2025 | World Relays            | Guangzhou      | 4×100 m     | 5º         | 38"20       |                                          |

## Campionati nazionali
- 1 volta campione nazionale assoluto dei 100 m piani (2025)
- 5 volte campione nazionale assoluto dei 200 m piani (2016, 2017, 2021, 2024, 2025)

2012
- Oro ai Campionati italiani juniores (Misano Adriatico), 200 m piani - 21"06

2013
- Oro ai Campionati italiani juniores (Rieti), 200 m piani - 20"94

2014
- Bronzo ai campionati italiani assoluti (Rovereto), 200 m piani - 20"82
- Oro ai campionati italiani assoluti, staffetta 4x100 m - 39"29

2015
- Argento ai campionati italiani assoluti (Torino), 200 m piani - 21"07
- Oro ai campionati italiani assoluti, staffetta 4x100 m - 40"41

2016
- Oro ai campionati italiani assoluti (Rieti), 200 m piani - 20"31

2017
- Oro ai campionati italiani assoluti (Trieste), 200 m piani - 20"32 w

2018
- Bronzo ai campionati italiani assoluti (Pescara), 100 m piani - 10"33

2021
- Oro ai campionati italiani assoluti (Rovereto), 200 m piani - 20"38

2023
- Argento ai campionati italiani assoluti (Molfetta), 200 m piani - 20"52

2024
- Oro ai campionati italiani assoluti (La Spezia), 200 m piani - 20"30

2025
- Oro ai campionati italiani assoluti (Caorle), 100 m piani - 10"30
- Oro ai campionati italiani assoluti (Caorle), 200 m piani - 20"66

## Altre competizioni internazionali
2019
- Argento nella Super League degli Europei a squadre ( Bydgoszcz), 200 m piani - 20"69

2020
- Oro al Memorial Van Damme ( Bruxelles), 200 m piani - 20"39

2021
- Oro nella Super League degli Europei a squadre ( Chorzów), 200 m piani - 20"48

2022
- Bronzo al Meeting international Mohammed VI d'athlétisme de Rabat ( Rabat), 200 m piani - 20"54
- 4º al Golden Gala Pietro Mennea ( Roma), 200 m piani - 20"59

2023
- Campionati europei a squadre di atletica leggera ( Chorzów)
- 7º al Golden Gala ( Firenze), 200 m piani - 20"90

2024
- Bronzo al Resisprint La Chaux-de-Fonds ( La Chaux-de-Fonds), 200 m piani - 20"08

2025
- Campionati europei a squadre di atletica leggera ( Madrid)
- Argento ai Campionati europei a squadre di atletica leggera ( Madrid), 200 m piani - 20"18